# Tommy Ford
Thomas "Tommy" Ford (ur. 20 marca 1989 w Hanover) – amerykański narciarz alpejski. 

## Kariera
W 2009 roku wywalczył srebrny medal w slalomie podczas mistrzostw świata juniorów w Garmisch-Partenkirchen. W Pucharze Świata zadebiutował 25 października 2009 roku w Sölden, gdzie zakwalifikował się do pierwszego przejazdu w giganta. Pierwsze pucharowe punkty zdobył 20 grudnia 2009 roku w Alta Badia, zajmując 24. miejsce w tej samej konkurencji. Na podium zawodów tego cyklu pierwszy raz stanął 8 grudnia 2019 roku w Beaver Creek, wygrywając rywalizację w gigancie. Wyprzedził tam dwóch Norwegów: Henrika Kristoffersena i Leifa Kristiana Nestvolda-Haugena.
Startował na igrzyskach olimpijskich w Vancouver, zajmując 26. miejsce w gigancie. W 2011 roku wystartował na mistrzostwach świata w Garmisch-Partenkirchen, gdzie zajął 14. miejsce w supergigancie. Był też między innymi dwudziesty w gigancie podczas igrzysk olimpijskich w Pjongczangu siedem lat później. Na mistrzostwach świata w Courchevel/Méribel w 2023 roku razem z kolegami i koleżankami z reprezentacji zdobył złoty medal w zawodach drużynowych.

## Osiągnięcia

### Igrzyska olimpijskie
| Miejsce | Dzień     | Rok  | Miejscowość | Konkurencja | Czas biegu | Strata | Zwycięzca       |
| ------- | --------- | ---- | ----------- | ----------- | ---------- | ------ | --------------- |
| 26.     | 23 lutego | 2010 | Vancouver   | Gigant      | 2:37,83    | +3,32  | Carlo Janka     |
| 20.     | 18 lutego | 2018 | Pjongczang  | Gigant      | 2:18,04    | +3,59  | Marcel Hirscher |
| 12.     | 13 lutego | 2022 | Pekin       | Gigant      | 2:09,35    | +3,06  | Marco Odermatt  |

### Mistrzostwa świata
| Miejsce | Dzień     | Rok  | Miejscowość        | Konkurencja | Czas biegu | Strata | Zwycięzca            |
| ------- | --------- | ---- | ------------------ | ----------- | ---------- | ------ | -------------------- |
| 14.     | 9 lutego  | 2011 | Ga-Pa              | Supergigant | 1:38,31    | +2,90  | Christof Innerhofer  |
| DNF2    | 18 lutego | 2011 | Ga-Pa              | Gigant      | 2:10,56    | -      | Ted Ligety           |
| 19.     | 13 lutego | 2015 | Vail/Beaver Creek  | Gigant      | 2:34,16    | +3,46  | Ted Ligety           |
| DNF1    | 17 lutego | 2017 | Sankt Moritz       | Gigant      | 2:13,31    | -      | Marcel Hirscher      |
| 12.     | 15 lutego | 2019 | Åre                | Gigant      | 2:20,24    | +1,56  | Henrik Kristoffersen |
| 1.      | 14 lutego | 2023 | Courchevel/Méribel | Drużynowo   | -          | -      | -                    |
| DNF2    | 17 lutego | 2023 | Courchevel/Méribel | Gigant      | 2:34,08    | -      | Marco Odermatt       |

### Mistrzostwa świata juniorów
| Miejsce | Dzień     | Rok  | Miejscowość | Konkurencja | Czas biegu | Strata | Zwycięzca               |
| ------- | --------- | ---- | ----------- | ----------- | ---------- | ------ | ----------------------- |
| 26.     | 6 marca   | 2007 | Altenmarkt  | Zjazd       | 1:38,41    | +2,69  | Beat Feuz               |
| DNF     | 8 marca   | 2007 | Altenmarkt  | Supergigant | 1:07,77    | -      | Beat Feuz               |
| 32.     | 9 marca   | 2007 | Altenmarkt  | Gigant      | 2:14,01    | +4,68  | Marcel Hirscher         |
| 22.     | 10 marca  | 2007 | Altenmarkt  | Slalom      | 1:49,45    | +4,74  | Matic Skube             |
| 37.     | 26 lutego | 2008 | Formigal    | Zjazd       | 1:45,31    | +4,23  | Hagen Patscheider       |
| 18.     | 27 lutego | 2008 | Formigal    | Slalom      | 1:29,68    | +2,77  | Marcel Hirscher         |
| 22.     | 28 lutego | 2008 | Formigal    | Supergigant | 1:21,02    | +2,20  | Andreas Sander          |
| 4.      | 29 lutego | 2008 | Formigal    | Gigant      | 1:57,00    | +1,24  | Marcel Hirscher         |
| 10.     | 29 lutego | 2008 | Formigal    | Kombinacja  | 28,63 pkt  | ?      | Matts Olsson            |
| 32.     | 4 marca   | 2009 | Ga-Pa       | Zjazd       | 1:39,06    | +2,35  | Andy Plank              |
| 8.      | 4 marca   | 2009 | Ga-Pa       | Supergigant | 1:16,64    | +1,28  | Manuel Kramer           |
| DNF1    | 5 marca   | 2009 | Ga-Pa       | Gigant      | 2:18,49    | -      | Alexis Pinturault       |
| 2.      | 6 marca   | 2009 | Ga-Pa       | Slalom      | 1:20,78    | +0,51  | Jesper Riis-Johannessen |

### Puchar Świata

#### Miejsca w klasyfikacji generalnej
- sezon 2009/2010: 116.
- sezon 2010/2011: 108.
- sezon 2011/2012: 74.
- sezon 2012/2013: 136.
- sezon 2014/2015: 118.
- sezon 2015/2016: 109.
- sezon 2016/2017: 82.
- sezon 2017/2018: 58.
- sezon 2018/2019: 41.
- sezon 2019/2020: 22.
- sezon 2020/2021: 44.
- sezon 2021/2022: 135.
- sezon 2022/2023: 74.

#### Miejsca na podium w zawodach
1. Beaver Creek – 8 grudnia 2019 (gigant) – 1. miejsce
2. Naeba – 22 lutego 2020 (gigant) – 3. miejsce
3. Santa Caterina – 7 grudnia 2020 (gigant) – 2. miejsce